# Giovanni Bona
Giovanni Bona OCist (ur. w październiku 1609 w Mondovì, zm. 28 października 1674 w Rzymie) – włoski kardynał.

## Życiorys
Urodził się w październiku 1609 roku w Mondovì, a w młodości wstąpił do zakonu cystersów. W 1633 roku przyjął święcenia kapłańskie. Posługę kapłańską sprawował w Turynie, w 1636 roku został wykładowcą teologii, a w latach 1654–1661 był przełożonym generalnym zakonu. Odmówił objęcia diecezji Asti i został członkiem inkwizycji rzymskiej. 29 listopada 1669 roku został kreowany kardynałem prezbiterem i otrzymał kościół tytularny San Bernardo alle Terme. Zmarł 28 października 1674 roku w Rzymie.